# Narcisse Hénocque
Narcisse Hénocque (15 décembre 1879 à Mont-Saint-Aignan - 21 mai 1952) est un peintre de l'École de Rouen.

## Biographie
Élève de Joseph Delattre.
Il effectue son service militaire de 1900 à 1903 au 7e régiment de chasseurs à cheval. Pendant la Première Guerre mondiale, père de deux enfants, il est mobilisé de 1914 à 1919 en tant qu'infirmier. Il expose ensuite régulièrement au Salon des artistes rouennais.
Il est domicilié au no 4 rue Adrien-Pasquier à Rouen.

## Décorations
- Médaille interalliée de la Victoire
- Officier d'académie (1938)[2]

## Salons
- 24e exposition de la Société des artistes rouennais, 1933